# Tommaso Manzone
Tommaso Manzone (Tomàsë Mancuni in albanese; Piana degli Albanesi, 15 marzo 1819 – Genova, 9 maggio 1893) è stato un politico italiano di cultura, lingua e appartenenza arbëreshe/albanese di Sicilia.

## Biografia
Tommaso Manzone nacque a Piana degli Albanesi il 15 marzo 1819, da una nobile famiglia italo-albanese. Patriota e cospiratore, dovette emigrare a Torino e successivamente a Genova. 
Ritornò in Sicilia dopo l'unità d'Italia e fu nominato Senatore del Regno. Lasciò buona parte dei suoi averi a beneficio dell'Opera Pia Asili Rurali ed Urbani di Palermo e volle che il suo palazzo nobiliare di Piana degli Albanesi fosse utilizzato ad asilo per i figli dei suoi concittadini poveri (attualmente il palazzo Manzone, restaurato tra gli anni '90 e 2000, è entrato a far parte del patrimonio del comune arbëresh).
Morì a Genova il 9 maggio 1893.